# Crusaders of Might and Magic
Crusaders of Might and Magic est un jeu vidéo de type action-RPG développé et édité par The 3DO Company, sorti en 1999 sur Windows et PlayStation.

## Accueil
- Jeuxvideo.com : 12/20 (PC)[1]